# 卡斯特里尔宫

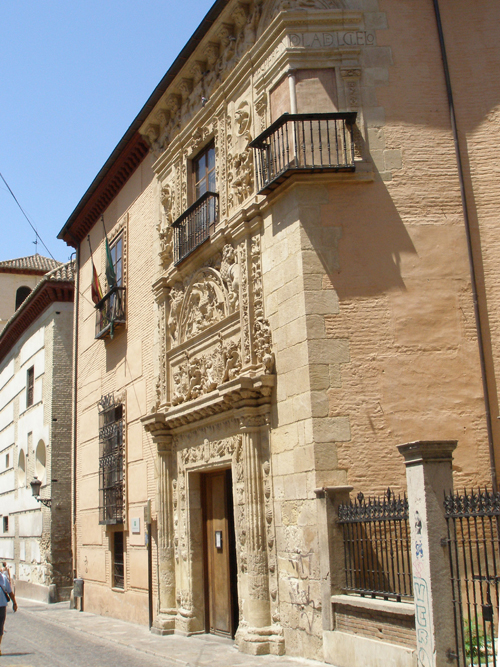
卡斯特里尔宫

卡斯特里尔宫（Casa de Castril）是一座文艺复兴风格的宫殿，位于西班牙城市格拉纳达的圣山区（Sacromonte），现在是格拉纳达考古博物馆的所在地。
这栋房子在达罗路（carrera del Darro）, 位于古老的阿拉伯区阿杰萨里斯（Ajsaris），是16世纪格拉纳达贵族的所在地。这座宫殿是格拉纳达最好的文艺复兴宫殿之一，属于赫尔南多·德扎夫拉（Hernando de Zafra）家族，天主教君主的秘书，在收复失地运动期间，他积极参与从穆斯林手中夺回宫殿。
在立面的顶部，标出了它的奠基日期：1539年。这项工程的设计者塞巴斯蒂安·德阿尔坎塔拉（Sebastián de Alcántara），是迭戈·西洛（Diego de Siloé）最杰出的门徒之一。1917年，阿拉伯学家和东方学家利奥波多·埃圭拉兹和扬瓜斯（Leopoldo Eguílaz y Yanguas）收购了卡斯特里尔宫，使其成为格拉纳达考古博物馆的所在地。

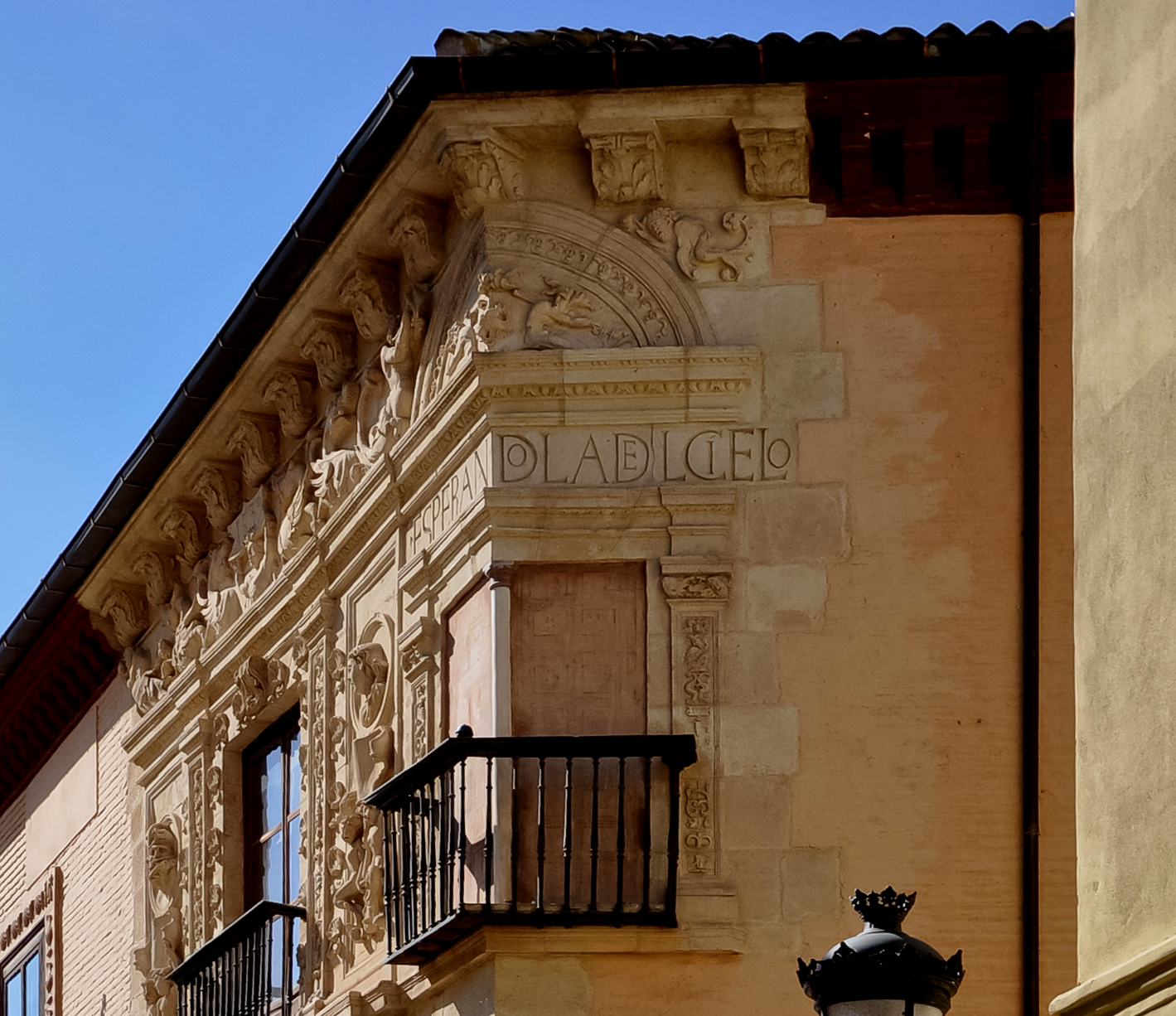
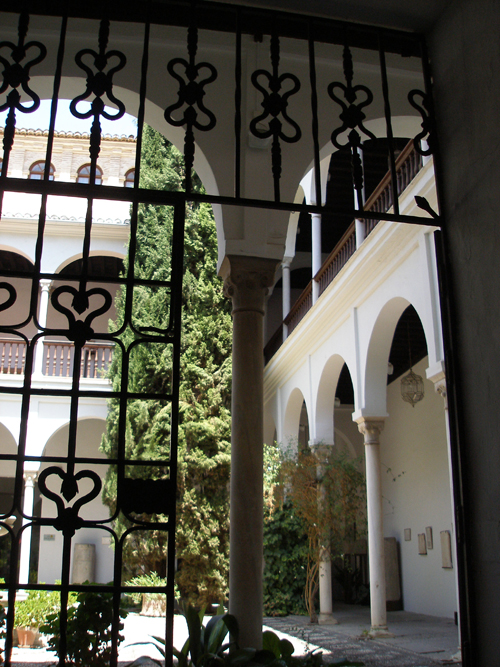
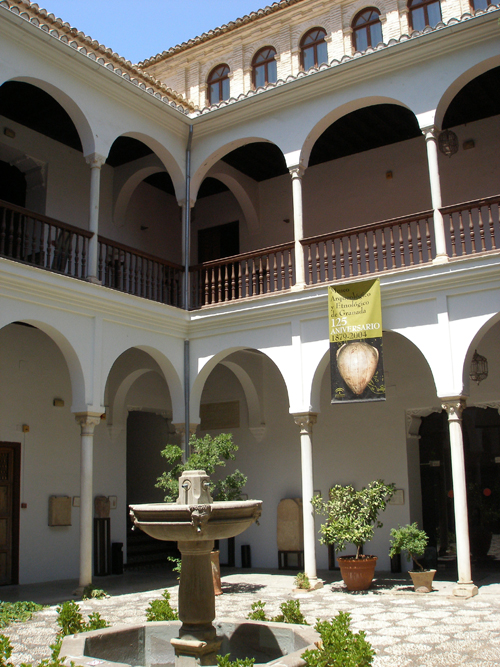
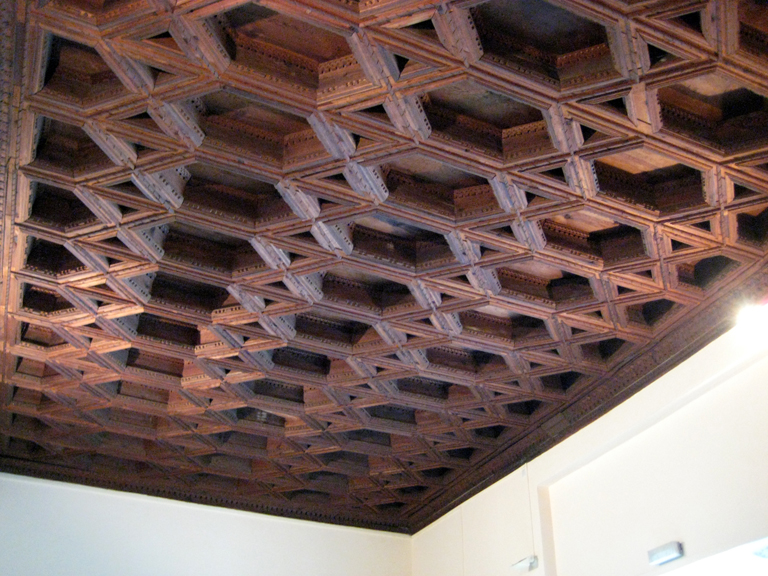
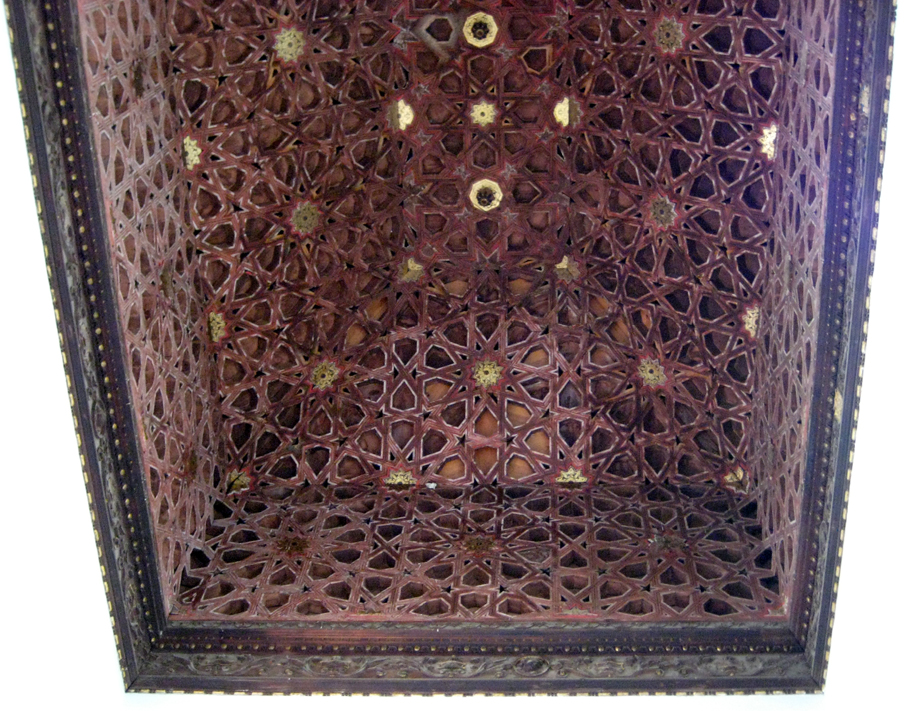